# Бренчиха
Бренчиха — деревня в Устюженском районе Вологодской области.
Входит в состав Залесского сельского поселения, с точки зрения административно-территориального деления — в Залесский сельсовет.
Расстояние по автодороге до районного центра Устюжны — 38 км, до центра муниципального образования деревни Малое Восное — 12 км. Ближайшие населённые пункты — Асташкино, Грязная Дуброва, Терентьево.
По переписи 2002 года население — 5 человек.